# Лялькарі (роман)
Ляльководи (англ. The Puppet Masters) — науково-фантастичний роман Роберта Гайнлайна, опублікований журналом  Galaxy Science Fiction (вересень — листопад) 1951 року.
Роман зіграв роль у розгортанні інопланетної істерії в США, пік якої припав на 1956 рік з виходом фільму «Вторгнення викрадачів тіл». 1994 року вийшов однойменний фільм з Дональдом Сазерлендом у головній ролі. Іншопланетне вторгнення в романі — алегорія «червоної загрози» в епоху маккартизма.

## Передісторія
Дія роману починається у 2007 році. Після ядерної війни між Радянським Союзом і Західним блоком, яка залишила супротивників пораненими, але незломленими, обидві сторони повернулися до стану холодної війни. Вашингтон, округ Колумбія, та інші міста США, зруйновані ядерними ударами, були повністю відбудовані. Радянський Союз і Китай залишаються єдиним блоком, де домінує Москва, і різкого радянсько-китайського розколу наприкінці 1950-х так і не відбулося.
Соціальні звичаї дещо змінилися, що загалом характерно для художньої літератури Гайнлайна (тобто стали більш ліберальними, наприклад, шлюбні контракти можливі з фіксованими умовами тощо), а променева зброя та особисті літаючі автомобілі стали звичним явищем. «Метальні рушниці» залишаються в розпорядженні деяких громадян, але професіонали вважають їх застарілими. Існують космічні станції та створені колонії на Венері (остання зображена у науковій фантастиці того часу, як тропічна планета, придатна для життя людей).
Якщо порівнювати з нашим часом, космічні технології у романі набагато розвиненіші. Наприклад, в останній сцені космічний військовий корабель вирушає у дванадцятирічну подорож до Титана, маючи не тільки засоби життєзабезпечення для великого екіпажу, але й достатньо озброєння — імовірно, ядерного — щоб протистояти титанцям самостійно. Проте супутники зв'язку досі не винайдені, телетрансляції все ще обмежуються зоною прямої видимості, що критично важливо для сюжету. Територія Сполучених Штатів поділена на численні блоки, які приймають телевізійні передачі від своїх сусідів і ретранслюють їх далі. Коли загарбники захоплюють один із цих блоків, вони фактично контролюють усі комунікації в ньому та можуть ізолювати мешканців від зовнішнього світу, заборонити центральному уряду будь-який доступ до них.
Президент США — на другому терміні — відразу після першого обрання заснував нове розвідувальне агентство, знане як Секція. Його створення ніколи не було санкціоновано Конгресом, і тому існування тримається в таємниці. Організація фінансується завдяки коштам, що виділяються з незначних статей бюджету. Вона має замасковану підпільну штаб-квартиру у Вашингтоні, округ Колумбія, і мережу подібних замаскованих відділень на території США. На відміну від чітко окреслених сфер діяльності ФБР і ЦРУ, Секція здійснює широкі шпигунські дії на радянській території, але також проводить операції всередині Сполучених Штатів. За наказом її агенти готові стріляти та вбивати американських громадян на території США. Керівника Секції, який колись відповідав за політичну кампанію президента, називають «Старим». Поступово читач дізнається, що він — батько головного героя.

## Сюжет
Влітку 2007 року біля міста Де-Мойн в Айові приземляється «літаюча тарілка». «Старий», голова секретної служби «Відділ», направляється туди зі своїми двома найкращими агентами Семом та Мері, щоб особисто розслідувати цей інцидент, оскільки попередні 6 агентів не повернулись. На місці вони знаходять тільки грубий муляж літаючої тарілки доступний для туристів, але місцеві фермери поводяться дивно. Незабаром виявляється, що в них на спині сидить якийсь слизняк-паразит, який контролює нервову систему жертви і маніпулює ними як ляльковод. Вони бачать, як слизняки беруть під контроль дедалі більше людей, але не можуть переконати президента оголосити надзвичайний стан.
Сем з двома агентами повертається в Де-Мойн, щоб зафільмувати більше доказів вторгнення. Вони зазнають невдачі і рятуються втечею на своєму літаючому автомобілі. Один з агентів виявляється під контролем паразита, його зв'язують і доставляють на базу «Відділу». Там починають його вивчати, але слизняк виривається і захоплює контроль над Семом. Використовуючи Семові знання і навички, він уникає погоні.
Керований ляльководом, Сем починає сприяти зараженню багатьох інших людей, стараючись добратись до високопосадовців. «Старий» висліджує Сема, захоплює та привозить на нову базу «Відділу». Після лікування Сема змушують знову приєднати паразита для допиту останнього. Під час допиту паразит гине, але потім з Сема під гіпнозом вдається отримати інформацію про походження паразитів — ті прибули з Титана. Сем серйозно ображений на «Старого» та Мері за цей примус.
Президент, особисто оголивши спину, переконує Конгрес ввести надзвичайний стан, що вимагатиме такої форми одягу від усіх громадян.
Армія готує контратаку на захоплені міста. Сема відправляють в Канзас-Сіті на розвідку для оцінки числа підконтрольних слизнякам людей. Сем виявляє, що майже всі жителі міста під контролем ляльководів. Відбиваючись від них, він виявляє, що їх можна знищувати, роздавлюючи голими руками. Сем повертається у Вашингтон запізно, контратака вже провалилась.
За час короткої відпустки, Сем та Мері встигли одружитись, а також Сем врятував Мері від слизняка, що полював на них, маніпулюючи котом.
«Старий», Сем та Мері вирушають дослідити «літаючу тарілку», що зазнала аварії в зоні бойових дій. Всередині неї Мері пригадує час, коли вона була дитиною на Венері і слизняки підкорили собі її батьків, а потім її саму.
Мері відвозять у Вашингтон і під гіпнозом дізнаються подробиці невдалої колонізації Венери слизняками. Виявляється, там всі вони загинули від «дев'ятиденної» гарячки, від якої у людей тепер є вакцина.
Медики доводять, що слизняки гинуть від неї в перші ж дні, що дає шанс врятувати звільнених людей, оскільки ті гинуть лише за 9 днів. Вони влаштовують пандемію, заразивши цією гарячкою сотні мавп та причепивши їм слизняків, дають можливість їм одночасно втекти в густозаражені міста. Після отримання повідомлень від людей, що втратили своїх паразитів, туди масовано десантують медиків з вакциною.
Сем та «Старий» приєднуються до вакцинаторів в Джефферсон-Сіті, але «Старого» захоплює останній не вражений хворобою паразит. Сем опритомнює зв'язаним в автомобілі, який ляльковод «Старого» напрямляє в Юкатан, де має намір відсидітись та почати завоювання людства заново. Ляльковод починає ділитись, маючи намір захопити контроль і над Семом. Сем вмикає стартові двигуни, призначені для зльоту, і голова «Старого», раптово відкидаючись на сидіння, роздавлює слизняків. Автопілот виправляє аварійну ситуацію та приземлює машину. Сему та «Старому» залишається чекати порятунку.
Через декілька років люди відправляють експедицію на Титан для винищення ляльководів і Сем та Мері беруть у ній участь.

## Головні герої
- Сем — справжнє ім'я Еліх'ю Нівенс. Співробітник спецслужби, класичний герой Гайнлайна: вольовий, незалежний, талановитий, шалено відданий друзям і нещадний до зрадників та ворогів. Йому тридцять років, але він стільки разів змінював зовнішність, що навіть сумнівається, як виглядав спочатку.
- Мері — справжнє ім'я Аллук'єра. Народилася у релігійній комуні в Антарктиді, перш ніж виросла в сім'ї сектантів, біженців з Землі, на Венері. Саме її спогади про дев'ятиденну гарячку дозволили знищити прибульців. Класична героїня Гайнлайна: красива і рішуча рудоволоса жінка. Сем описує її як таку, що має «справжню рудоволосу кісткову структуру черепа». Її професійна зовнішність приховує психологічні шрами від зустрічі з паразитами в дитинстві. Лише Старий знає правду про неї завдяки глибокому гіпнотичному аналізу, який повинні проходити всі агенти. Майбутня дружина Сема.
- Старий — справжнє ім'я Ендрю Нівенс. Голова спецслужби, батько Сема. Герой, аналогічний професору Бернардо де ла Пас, Джубалу Хершоу і ін.

## Альтернативні версії
Оригінальна версія роману Гайнлайна складалася з 96 000 слів і була скорочена приблизно до 60 000 слів як для книжкової версії 1951 року, так і для публікації в Galaxy Science Fiction. Для версії Galaxy редактор Х. Л. Голд також сильно переписав роман, проти чого Гайнлайн рішуче заперечував.

## Переклади українською
- Роберт Гайнлайн. Ляльководи / пер. з анг. Володимир Горбатько. — Х. : КСД, 2024. — 416 с. — ISBN 978-617-15-0625-1.